# Бад-Геринг
Бад-Геринг (нім. Bad Häring) — містечко й громада округу Куфштайн у землі Тіроль, Австрія.
Бад-Геринг лежить на висоті 650 м над рівнем моря і займає площу 9,28 км². Громада налічує 2568 мешканців.
Густота населення 277/км².
Бад-Геринг лежить між Верглем і Куфштаном, на плато над долинаю річки Інн біля підніжжя гори Пельвен.
|                                     |
| Бад-Геринг на мапі округу та землі. |

 Адреса управління громади: Dorf 90, 6323 Bad Häring.

## Галерея

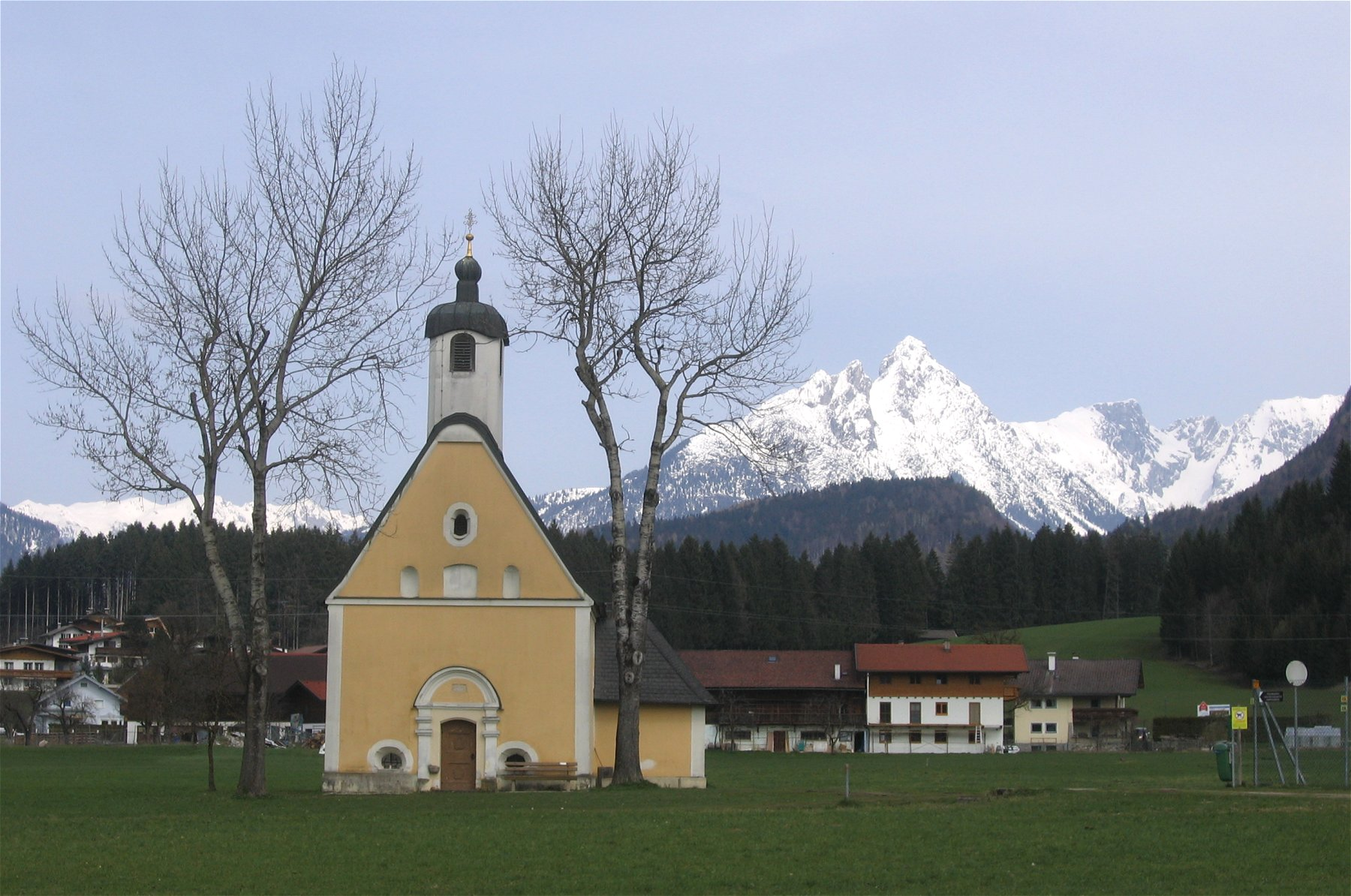
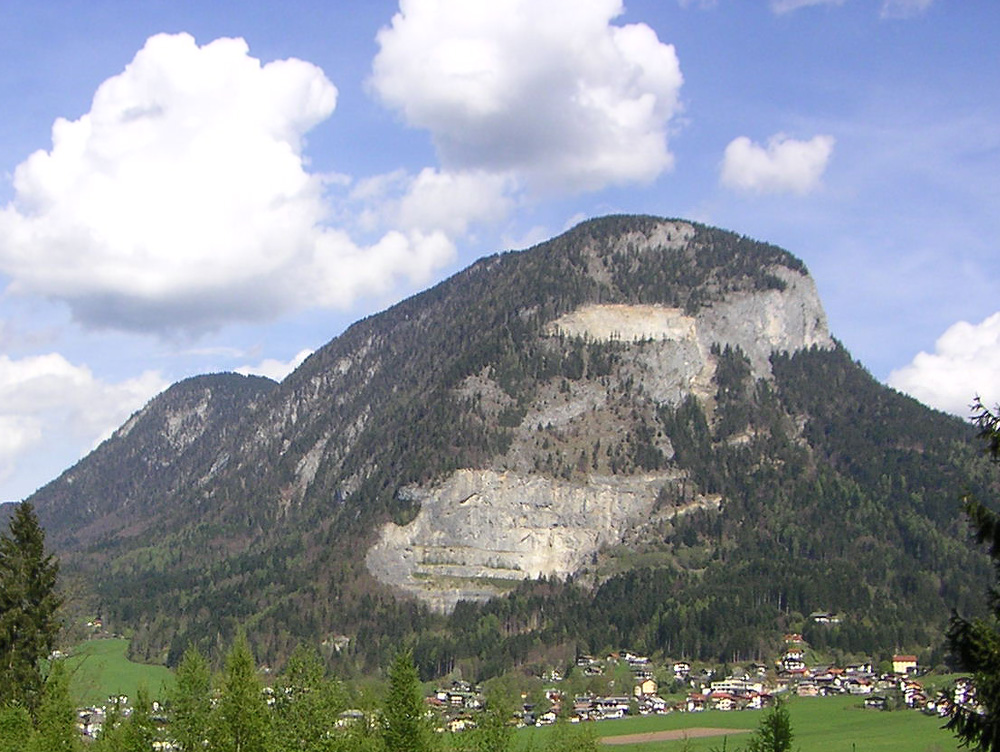